# 大岛久直
大岛久直（1848年10月1日—1928年9月27日）是明治、大正时期的旧日本帝国陆军军人。服役期间，大岛久直历任军事参议官、教育总监、近卫师团师团长。他的最终军阶为陆军大将，最终阶级和勋位正二位勋一等功二级子爵。

## 经历
大岛久直是久保田藩的家臣枪术师范（教练）大岛久征的次子。大岛久直参与了幕末的戊辰战争，并在战后的1870年（明治3年）4月被分配到第3大队。1871年（明治四年）5月，大岛久直晋升为中尉，开始了他日后长达四十年的军官生涯。同年11月，大岛久直被提拔为大尉，并出任为第7大队副队长。 1874年（明治7年），大岛久直转任至新成立的步兵第2联队担任大队长一职，并被升授少佐军衔。 1875年（明治8年）12月，被任命为东京镇台副参谋长。1877年（明治10年），西南战争爆发，大岛久直出任别动第4独立旅团的步兵第1联队大队长，率队出征。
战后，大岛久直回到东京镇台，继续担任参谋长和总务局次长。 1882年（明治15年）10月，大岛久直升任东京卫戍司令官。 1883年（明治16年）6月，大岛久直转任步兵第11联队联队长，并于1887年（明治20年）4月在任上获晋升为大佐。 1889年（明治22年）4月，大岛久直被调任至近卫步兵第3联队担任联队长。隔年（明治23年）6月，大岛久直出任陆军大学校校长。1892年（明治25年）大岛久直被晋升为少将，随即转任第5步兵旅团旅团长。在短暂担任了一段时间的监军部参谋长后，大岛在1893年（明治26年）11月出任步兵第六旅团旅团长，带兵参加了甲午战争。
战后，大岛参与了台湾总督府的创建，并担任台湾总督府的参谋长和陆军局局长。 1895年（明治28年）8月20日，大岛久直因功被授予男爵，晋升华族之列。此外，他还在同一天被授予功三级金鵄勋章。 1896年（明治29年）4月，大岛久直接替立见尚文，再次担任陆军大学校的校长。不过短短2个月后，大岛就再次被调任至步兵第12旅团担任旅团长。次年4月，他接替上田有泽，又一次出任陆军大学校校长。1898年（明治31年）10月，大岛晋级为中将，并被任命为新成立的第9师团的第一任师团长。 1903年（明治36年），大岛获授勋一等瑞宝章。
1904年（明治37年）日俄战争期间，大岛久直和他的部队被划归到乃木希典大将麾下的第3军，参加了旅顺会战和奉天会战。 1906年（明治39年）4月，大岛久直因功获授勋一等旭日大绶章和功二级金鵄勋章，并在5月晋级为陆军大将。同年7月，大岛久直转任近卫师团师团长。 1907年（明治40年）9月，大岛久直被陞封为子爵。1908年（明治41年），大岛久直出任陆军三长官之一的教育总监。1911年（明治44年），大岛久直被任命为军事参议官，并一直担任此职直到1913年9月5日（大正2年）编入预备役 。1918年（大正7年）4月1日，年近七十的大岛久直退役 。1928年（昭和3年）9月27日，大岛久直逝世，享年81岁。去世当天，他被当局追授勋一等旭日桐花大绶章。大岛久直的墓所位于离原来秋田藩的下屋敷不远的田端与乐寺。

## 荣誉
位阶
- 1874年（明治7年） 3月8日 - 正七位[4]
- 1875年（明治8年）2月24日 - 从六位[4]
- 1881年（明治14年）3月25日 - 正六位 [4]
- 1889年（明治22年）7月15日 - 从五位[4]
- 1892年（明治25年）3月29日 - 正五位 [4]
- 1897年（明治30年） 5月31日 - 从四位[4] [5]
- 1902年（明治35年） 8月20日 - 正四位[4] [6]
- 1905年（明治38年） 8月26日 - 从三位[4] [7]
- 1908年（明治41年） 9月30日 - 正三位 [4] [8]
- 1913年（大正2年）10月10日 - 从二位[9]
- 1924年（大正13年）10月15日 - 正二位[10]

勋章与爵位
- 1885年（明治18年）11月19日 -  勋三等旭日中绶章[11]
- 1895年（明治28年）8月20日 - 男爵， 功三级金鵄勋章， 旭日重光章[12]
- 1895年（明治28年）
  - 5月23日 -  勋二等瑞宝章[13]
  - 11月18日 -  明治二十七八年从军记章[14]
- 1903年（明治36年）5月16日 -  勋一等瑞宝章[15]
- 1906年（明治39年）4月1日 -  功二级金鵄勋章、 旭日大绶章、 明治三十七八年从军记章[16]
- 1907年（明治40年）9月21日 - 子爵[17]
- 1915年（大正4年）11月10日 -  大礼纪念章[18]
- 1928年（昭和3年）9月27日 -  勋一等旭日桐花大绶章[19]

## 亲族
- 大岛久直的嗣子大岛久忠毕业于陆军士官学校第23期，官至陆军大佐。其妻千代子是宫内大臣书记官长崎省吾的三女。 [20]
- 大岛久直的七子大岛隆毕业于陆军士官学校第31期，同样官至陆军大佐。
- 大岛久直的哥哥大岛久诚官至陆军大尉，于1897年9月6日去世，葬在真田山陆军公墓。

## 宅邸
大岛久直于1910年（明治43年）11月建造的宅邸于1912年（明治45年）3月出售给财团法人上智学院（即上智大學前身）作为校舍。原建筑于1976年（昭和51年）7月被拆除。